# Сергіївська сільська рада (Ємільчинський район)
Сергіївська сільська рада — колишня адміністративно-територіальна одиниця та орган місцевого самоврядування у Ємільчинському (Емільчинському) районі Коростенської і Волинської округ, Київської й Житомирської областей Української РСР та України з адміністративним центром у с. Сергіївка.

## Населені пункти
Сільській раді були підпорядковані населені пункти:
- с. Сергіївка
- с. Запруда

## Населення
Кількість населення ради станом на 1931 рік становила 2 244 особи.
Відповідно до результатів перепису населення СРСР, кількість населення ради станом на 12 січня 1989 року становила 578 осіб.
Станом на 5 грудня 2001 року, відповідно до перепису населення України, кількість мешканців сільської ради становила 513 осіб.

## Склад ради
Рада складалася з 12 депутатів та голови.

### Керівний склад сільської ради
| ПІБ                     | Основні відомості                                                 | Дата обрання | Дата звільнення |
| ----------------------- | ----------------------------------------------------------------- | ------------ | --------------- |
| Саган Лариса Григорівна | Сільський голова, 1963 року народження, освіта, позапартійна      | 26.03.2006   | 31.10.2010      |
| Саган Лариса Григорівна | Сільський голова, 1963 року народження, освіта вища, позапартійна | 31.10.2010   |                 |

Примітка: таблиця складена за даними джерела

## Історія
Створена 30 жовтня 1924 року як німецька національна сільська рада, відповідно до рішення Волинської ГАТК (протокол № 11/6 «Про виділення та організацію національних сільрад»), в складі колоній Михайлівка, Редька, Рогівка, Сергіївка і Товин (Товине) ліквідованої Спасько-Запрудської сільської ради Емільчинського (згодом — Ємільчинський) району Коростенської округи. 5 лютого 1925 року затверджена як німецька національна. На 1 жовтня 1941 року кол. Редька не перебувала на обліку населених пунктів.
Станом на 1 вересня 1946 року сільська рада входила до складу Ємільчинського району Житомирської області, на обліку в раді перебували села Михайлівка, Рогівка, Сергіївка і Товине.
2 вересня 1954 року, відповідно до рішення Житомирського облвиконкому «Про перечислення населених пунктів в межах районів Житомирської області», підпорядковано с. Запруда Медведівської сільської ради Ємільчинського району, с. Рогівка передане до складу Болярської сільської ради Ємільчинського району. 29 червня 1960 року, відповідно до рішення Житомирського облвиконкому № 683 «Про об'єднання деяких населених пунктів області», села Михайлівка й Товин об'єднані із с. Сергіївка.
На 1 січня 1972 року сільська рада входила до складу Ємільчинського району Житомирської області, на обліку в раді перебували села Запруда та Сергіївка.
Ліквідована 14 листопада 2017 року через об'єднання до складу Ємільчинської селищної територіальної громади Ємільчинського району Житомирської області.